# 黄石西站
黄石西站，是位于黄石市西塞山区的一个火车站，站场中心位于黄石东线K9+724处。车站于1980年开通运营，废止前主要承担主要办理中铁快运行包业务。车站停用后被改建为有轨电车站。2022年12月28日，黄石有轨电车黄石西站站随线路一期工程开通初期运营。2023年，将拆除本至黄石东站旧黄石东线轨道，并改建为有轨电车线路，为黄石轨道交通二期工程之一部。